# スポーツ仲裁裁判所
スポーツ仲裁裁判所（スポーツちゅうさいさいばんしょ、仏: Tribunal arbitral du sport, TAS, 英: Court of Arbitration for Sport, CAS）は、1984年に設立されたスポーツに関連する紛争の仲裁手続等を提供している国際的な機関。
本部はスイスのローザンヌにある。スポーツ仲裁裁判所の仲裁手続は法的にはスイス法上の仲裁手続であり、ニューヨーク条約（外国仲裁判断の承認及び執行に関する条約）に定める仲裁判断にあたる。上訴はスイス連邦裁判所が管轄する。

## 歴史
スポーツ仲裁裁判所は1984年6月30日の国際オリンピック委員会（IOC）決定によって設立された。設立にはIOC会長だったフアン・アントニオ・サマランチの構想があり、スイス法上の仲裁手続を利用することになった。
1992年にドイツの馬術選手グンデルを申立人、国際馬術連盟を被申立人とする仲裁が申し立てられた。この事案で国際馬術連盟が馬と騎手に3か月の出場停止処分を行ったのに対し、CASは出場停止処分を1か月に短縮する仲裁判断を行った。これに対し資格停止期間が長すぎるとして申立人側はスイス連邦裁判所に上訴し、CASの仲裁判断が上訴される初めての事案になったが、スイス連邦裁判所はこれを棄却した。しかし、スイス連邦裁判所はこの審理でCASが他に代替手段のない真の仲裁裁判所であるとしたものの、IOCから独立した裁判所であるとは考えられないという意見を出した。そのためIOCが当事者となる場合にCASの仲裁判断が取り消される可能性が指摘され、1994年にCASはIOCから独立し、スポーツ仲裁国際理事会 (ICAS: The International Council of Arbittration for Sport）により運営されることになった。

## 組織
スイスのローザンヌに本部があり、アメリカのニューヨークとオーストラリアのシドニーに支部がある。

### ICAS
スポーツ仲裁国際理事会 (ICAS）は20人の理事で構成され、スポーツ、国際商事仲裁、国際裁判および国内裁判の専門家からなる。ICASは独自の法人格を持っている。2016年現在の、スポーツ仲裁国際理事会の会長はジョン・ダウリング・コーツ。

### 内部組織
CASには、上訴部（上訴仲裁部）、通常仲裁部、調停部、常設アンチ・ドーピング部がある。
上訴部（上訴仲裁部）
各競技連盟の決定に対する上訴審を扱う。
通常仲裁部
スポーツ仲裁裁判所の仲裁部に係属させる合意に基づいて係属した事案を扱う。
調停部
CAS Mediation Rulesに基づく手続を扱う。
常設アンチ・ドーピング部
アンチ・ドーピング規則違反にかかる紛争の管轄を委ねた競技連盟のアンチ・ドーピング事案に関して第1審を扱う。
なお、オリンピック大会など主要な国際競技大会では特別な規則、特別な仲裁人をもつ臨時の仲裁廷であるアドホック部やアドホック・アンチ・ドーピング部が置かれる。

### 事務局
事務局はICASとCASの両方の事務を行っている。1985年には事務総長1人と事務員1人の合計2人だけだった。2010年現在、事務総長1人、弁護士8人、事務局員7人、技術者2人の18人となっている。

## 手続

### 仲裁手続
通常仲裁部や上訴仲裁部の手続はCAS規程（Code of Sports-related Arbitration）に定められており、法的性格はスイス法上の「仲裁」（スイス民事手続法1条d号又はスイス国際私法典176条1項）である。スポーツ仲裁裁判所の仲裁手続は原則有償で、当事者はCourt Office fee、CASの管理費用、仲裁人報酬などを支払わなければならない（CAS規程R64）。所要時間は通常仲裁手続の場合は6か月～12か月程度、上訴仲裁手続の場合は約4か月である。
常設アンチ・ドーピング部は、アンチ・ドーピング事案に関して第1審を務める。2003年3月に各国政府、IOC、国際競技連盟により世界ドーピング防止規程（WADC）が承認され、2007年2月にWADCはスポーツにおけるドーピング防止ユネスコ国際規約として発効した。そのためWADCの採択は、スポーツ紛争のうち同規程に定める国際水準アスリートのドーピング紛争について、間接的に各国政府がCASの管轄を認めたものと理解されている。
2020年現在、CASには90カ国以上から400人ほどの仲裁人と25カ国から65人の調停人が登録されており、仲裁人や調停人は4年ごとに追加・削除が行われる。仲裁事案が発生すると仲裁人名簿の中から3名または1名の仲裁人を選定しパネルを構成して仲裁判断を出す。3人でパネルを構成する場合、両当事者が1人ずつ仲裁人を選定し、残り一人は両仲裁人あるいはCASが選定する（最後の一人が仲裁人長となる）。
なお、オリンピック大会など主要な国際競技大会で置かれるアドホック部やアドホック・アンチ・ドーピング部では、現場モデルが採用され、申立費用等は無償とされている。アドホック部とアンチ・ドーピング部の仲裁判断は原則として24時間以内に出される。

### 執行手続
スポーツ仲裁裁判所の仲裁判断について、国際オリンピック委員会に加盟する国際競技連盟等では業界団体の規則が整えられている場合があり、紛争の実効的な解決に寄与している。例えば、国際サッカー連盟（FIFA）は加盟するクラブや選手にスポーツ仲裁裁判所の仲裁判断に従う義務を課しており（国際サッカー連盟定款59条）、それに従わない場合には当該クラブや選手に対し制裁が課されることを定めている（規律委員会規程第15条第1項柱書）。国際陸上競技連盟は2001年、国際サッカー連盟は2002年にCASの管轄を認めている。
また、スポーツ仲裁裁判所の仲裁判断はスイス法上の「仲裁」（スイス民事手続法1条d号又はスイス国際私法典176条1項）にあたり、スイスは外国仲裁判断の承認及び執行に関する条約（ニューヨーク条約）の締約国であるため、条約締約国ではニューヨーク条約による執行も可能である（ニューヨーク条約締約国は160を超える）。
当事者が脱退あるいは引退して団体の加盟当事者ではなくなった場合、国内の仲裁機関の決定の執行も困難となる場合があるが、スイスを仲裁地とするスポーツ仲裁裁判所の仲裁判断であればニューヨーク条約による執行が可能な場合がある。ただし、執行地の法令により仲裁による解決が不可能なものである場合（ニューヨーク条約第5条第2項a号）や執行地国で公序に反するとされた場合（ニューヨーク条約第5条第2項b号）には仲裁判断の承認や執行は拒否されうる。

## 各国の制度と申立事例

### 日本
仲裁判断は国内仲裁判断と外国仲裁判断に分けられ、スポーツ仲裁裁判所の行った仲裁判断は仲裁地をスイスのローザンヌとする外国仲裁判断である。ただし、日本はニューヨーク条約の締約国であり、仲裁法はUNCITRAL（国連国際商取引委員会）モデル仲裁法に準じて制定されていることから基本的に制度面での違いは大きくはない。
日本からスポーツ仲裁裁判所（CAS）への仲裁の申し立て事例は少ない。
- 日本水泳連盟のシドニーオリンピック代表の選考基準が不明瞭であることを提訴した千葉すずの申し立て。
- Jリーグから科されたドーピング禁止規定違反の処分取り消しを求めた川崎フロンターレ・我那覇和樹の裁定では、2008年5月28日に我那覇の主張を全面的に認め、出場停止6試合の処分を取り消した。また、Jリーグに対しては我那覇が負担した弁護士費用などのうち2万ドル（約210万円）を支払うように求めた。

なお、スポーツ仲裁裁判所（CAS）の手続は英語で行われ、費用負担が高額になる問題もあることから、2003年に日本スポーツ仲裁機構（JSAA）が設立された。

### ドイツ
ドイツでは2008年1月にドイツ仲裁機構がスポーツ仲裁裁判所規則に基づいてドイツスポーツ仲裁裁判所（DIS）を設立しており、民事手続法に基づく仲裁手続が行われ、仲裁判断は終局的で判決と同様の効力を有するとされている（スポーツ仲裁裁判所規則38条2項）。ただし、ドーピング防止案件についてはスポーツ仲裁裁判所（CAS）への上訴が可能とされている。
ドイツでは国内裁判所でスポーツ仲裁裁判所の仲裁判断の承認拒否が問題となったことがある。ドイツミュンヘン高等裁判所は事件当時のCAS規程に仲裁人候補者の3/5以上が競技団体から選ばれる等の定めがあったことから、ドイツ独占禁止法が禁止する市場支配的地位の濫用（ドイツ独占禁止法第19条第4項第2号）に該当し違法であるとし、ニューヨーク条約第5条第2項b号に基づく執行地国であるドイツの「公序」に反するとして、仲裁判断の承認を拒否した（ミュンヘン高裁事例）。ミュンヘン高裁事例はドイツ連邦最高裁判所で破棄されたが、スポーツ仲裁裁判所は仲裁人候補者の選任方法に関する規定を改正するなど影響を与えた。

### スイス
スイスでは各競技団体の紛争処理手続を経てもなお不服を有する当事者はスポーツ仲裁裁判所（CAS）への申立や国家裁判所への提訴が可能とされている。